# Ministero dell'agricoltura, dell'industria e del commercio
Il Ministero dell'agricoltura, dell'industria e del commercio fu un dicastero del Regno d'Italia preposto alla cura dei seguenti comparti:
- produzione e coltivazioni, bonifiche, boschi e foreste, scuole tecniche di agricoltura, comizi agrari, credito agrario e fondiario, caccia e pesca fluviale;
- privative industriali e proprietà letteraria e artistica, scuole tecniche industriali, stabilimenti industriali, marchi di fabbrica, miniere;
- istituti di credito, camere di commercio, fiere e mercati, trattati di commercio, pesca marittima, navigazione, pesi e misure, marchio dei metalli preziosi;
- censimento della popolazione e statistica generale.

## Cronologia
Istituito dal governo Cavour con R.D. 5 luglio 1860, n. 4192, il dicastero fu soppresso dal governo Depretis II con R.D. 26 dicembre 1877, n. 4220, per essere poi ricostituito dal successivo governo Cairoli I con legge 30 giugno 1878, n. 4449. L'iniziale organizzazione del Ministero si basava su un ufficio di gabinetto e tre distinte divisioni, ciascuna preordinata alla cura dei diversi comparti di competenza del dicastero, alle quali si aggiunse successivamente la divisione di statistica generale.
Nel 1916, le esigenze belliche legate allo scoppio della prima guerra mondiale indussero il governo Boselli a disporre lo spacchettamento del dicastero, mediante l'istituzione, con R.D. 22 giugno 1916, n. 755, del Ministero dell'agricoltura da un lato e del Ministero dell'industria, del commercio e del lavoro dall'altro. Questo secondo dicastero, a sua volta, fu oggetto di un ulteriore frazionamento sotto il governo Nitti II, il quale, mediante R.D. 3 giugno 1920, n. 700, provvide a scindere tale struttura ministeriale in due dicasteri di nuova istituzione, il Ministero dell'industria e del commercio e il Ministero del lavoro e della previdenza sociale.
La ricomposizione dei tre predetti dicasteri (agricoltura, industria, lavoro) avvenne nel 1923, allorché, durante il governo Mussolini, essi furono accorpati nel Ministero dell'economia nazionale, istituito con R.D. 27 aprile, n. 915 e disciplinato con R.D. 5 luglio, n. 1439. Tale dicastero fu tuttavia soppresso dopo solo sei anni: nel 1929 (R.D. 12 settembre, n. 1661, e 27 settembre, n. 1663) le sue competenze furono in parte trasferite ad un nuovo ministero, il Ministero dell'agricoltura e delle foreste, in parte trasferite al Ministero delle corporazioni.
Dopo la caduta del fascismo, nel 1943, il Ministero delle corporazioni fu abolito; ad esso subentrò il Ministero dell'industria, del commercio e del lavoro, istituito con R.D. 9 agosto 1943, n. 718, al quale furono altresì devolute, nel 1944, le competenze in precedenza attribuite al Ministero della produzione bellica. Sotto il governo Parri, tale ministero fu ulteriormente ripartito, con d.l.lgt. 21 giugno 1945, n. 377, in due distinti dicasteri: il Ministero del lavoro e della previdenza sociale (oggi Ministero del lavoro e delle politiche sociali) e il Ministero dell'industria e del commercio (dal 1966 Ministero dell'industria, del commercio e dell'artigianato, dal 2001 Ministero delle attività produttive e, infine, dal 2006, Ministero dello sviluppo economico); le relative attribuzioni furono presidate dal d.l.lgt. 10 agosto 1945, n. 474.
Il Ministero dell'agricoltura e delle foreste avrebbe invece mantenuto la propria fisionomia fino al 1993, quando, a seguito di referendum abrogativo, fu trasformato in Ministero per il coordinamento delle politiche agricole, alimentari e forestali (dal 2008 Ministero delle politiche agricole alimentari e forestali).